# Weaverville (Karolina Północna)
Weaverville – miasto w Stanach Zjednoczonych, w stanie Karolina Północna, w hrabstwie Buncombe.